# Herman Rogberg
Axel Herman Georg Rogberg, född 19 oktober 1865 i Alseda församling, Jönköpings län, död 8 december 1926 i Eksjö stadsförsamling, Jönköpings län, var en svensk jurist och politiker. Han var son till Olof Henric Rogberg.
Rogberg blev student vid Uppsala universitet 1884 och avlade juris utriusque kandidatexamen där 1889. Han blev vice häradshövding 1892, häradshövding i Västerbottens mellersta domsaga 1902 och i Norra och Södra Vedbo domsaga 1924. Som riksdagsman var Rogberg ledamot av första kammaren för Västerbottens läns valkrets 1908–1912 och 1916–1921 samt för Västerbottens läns och Norrbottens läns valkrets 1922–1926. Han blev riddare av Nordstjärneorden 1912.